# Müncheni Geológiai Múzeum
A Müncheni Geológiai Múzeum, németül Geologisches Museum München, München földtani múzeuma a Kunstareal München területén. A Bajor Állami Paleontológiai és Geológiai Gyűjtemény (Bayerische Staatssammlung für Paläontologie und Geologie) nyilvánosan látogatható része, csakúgy, mint a Müncheni Palaeontológiai Múzeum. A két múzeum és anyaintézményük szorosan együttműködik a Lajos–Miksa Egyetemmel (más néven Universität München, LMU).
A múzeum termei összesen 450 m²-es kiállításon mutatják be a Föld keletkezését és geológiai fejlődését, különös tekintettel az Alpok kiemelkedésére és a fosszilis tüzelőanyagok kialakulására.

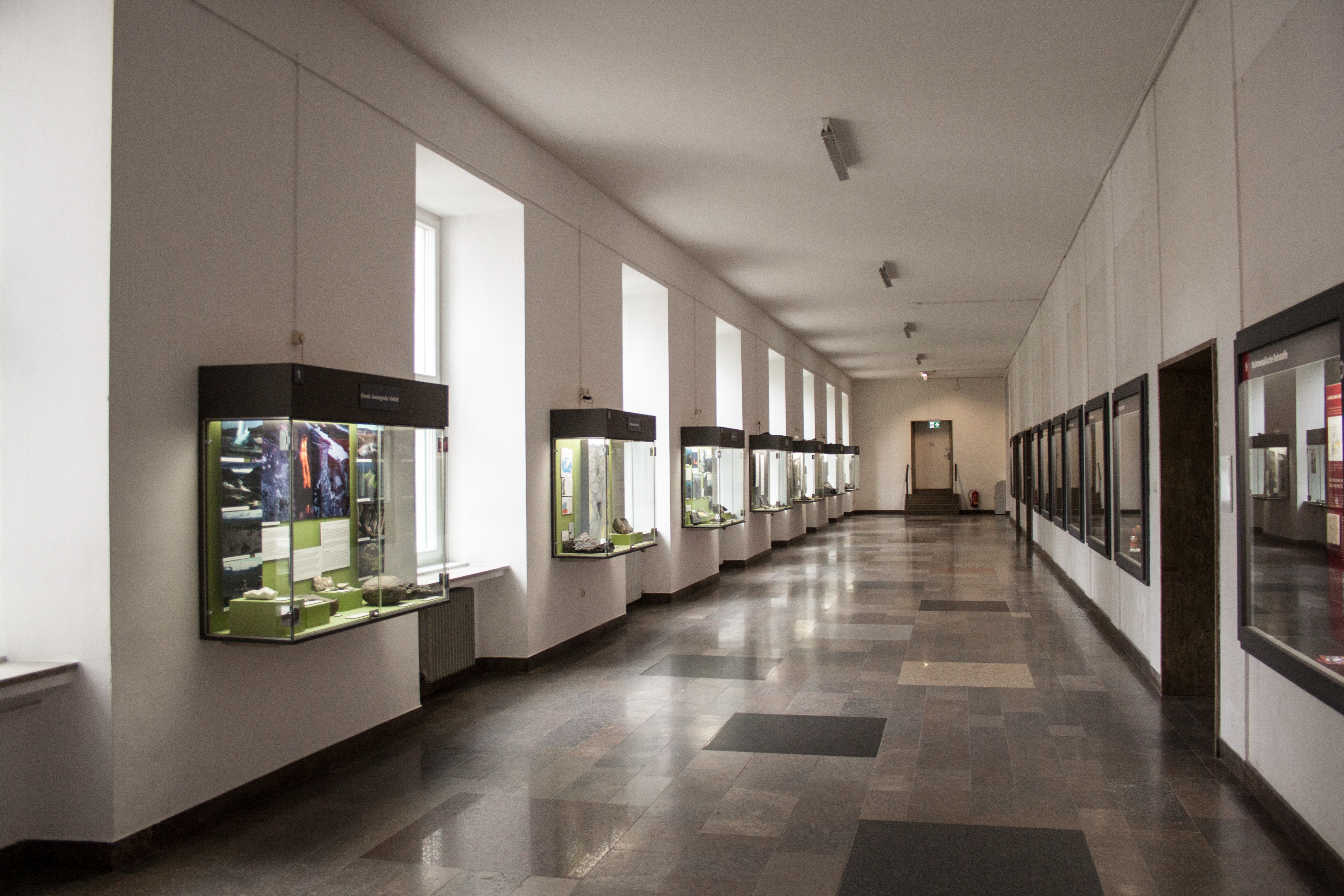
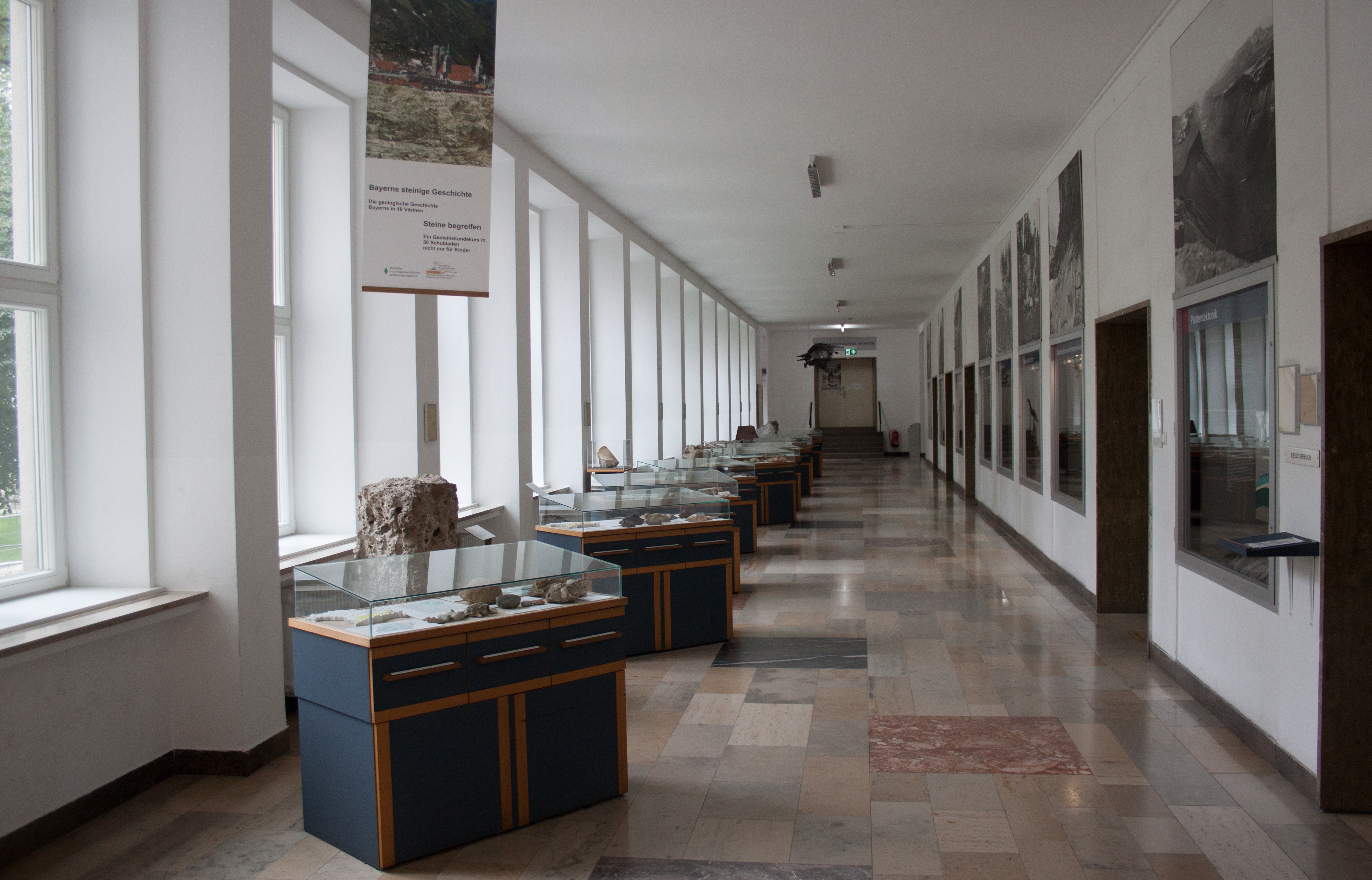

## Elhelyezkedése
A múzeum a müncheni egyetem általános és alkalmazott geológiai intézetének épületében, a Luisenstraße 37 alatt található, munkaidőben szabadon látogatható. Az épületből belső átjárón át közelíthető meg a Müncheni Palaeontológiai Múzeum a szomszédos épületben.
Gyalogosan a München Hauptbahnhoftól, illetve az U2-es és U8-as metróval a Königsplatz állomásig utazva közelíthető meg.

## Fordítás
- Ez a szócikk részben vagy egészben a Geologisches Museum München című német Wikipédia-szócikk ezen változatának fordításán alapul.  Az eredeti cikk szerkesztőit annak laptörténete sorolja fel. Ez a jelzés csupán a megfogalmazás eredetét és a szerzői jogokat jelzi, nem szolgál a cikkben szereplő információk forrásmegjelöléseként.